# Augustus E. Thomas
Augustus E. Thomas (né le 8 janvier 1857 à Saint-Louis, dans le Missouri et mort le 12 août 1934  à Nyack, dans l'État de New York) est un scénariste, réalisateur et producteur de cinéma américain.

## Filmographie partielle

### Comme scénariste
- 1914 : The Nightingale
- 1917 : The Burglar
- 1918 : On the Quiet de Chester Withey
- 1919 : The Capitol

### Comme réalisateur
- 1913 : Arizona
- 1913 : Checkers
- 1914 : Paid in Full
- 1914 : The Jungle

### Comme producteur
- 1913 : Checkers
- 1914 : The Jungle

## Théâtre
- 1918 : The Copperhead, pièce adaptée au cinéma en 1920 sous le même titre.